# البهائيون في تونس
يرجح ظهور البهائيون في تونس سنة 1921م. بواسطة محيي الدين كردي.
لا يوجد أرقام رسمية بشأن البهائيين، لكن بحسب تصريحات غير حكومية فإنهم يقدرون بـ 25 ألفاً، ويشكلون بذلك أقلية في تونس.

## تاريخيا[3]
- سنة 1956 تم عقد أول مؤتمر للمحفل البهائي في تونس .
- سنة 1969 أصدر قانون حول تنظيم “الاجتماعات العامة والمواكب والاستعراضات والتظاهرات والتجمهر”، الذي تم بمقتضاه حل المحفل الروحاني الإقليمي في شمال إفريقيا الذي كان يتخذ من تونس مقراً له.
- سنة 1972 أعيد فتح المحفل الروحاني البهائي مرة أخرى.
- سنة 1984 تم غلق المحفل الروحاني البهائي نهائيا.

## الوضع القانوني
البهائيون التونسيون نشطون في المجتمع المدني ويعملون في إطار المساواة بين المواطنين وينظمون فعاليات تركز على التعايش.
في آذار/مارس 2021، قدموا شكوى إلى المدعي العام للجمهورية أمام محكمة البداية بتونس، ضد رئيس الوزراء، وزير الشؤون الدينية، مفتي الجمهورية وأمين عام الحكومة بعد إصدار تقارير رسمية ومراسلات ترفض نشر إعلان إنشاء المنظمة. حصلت رابطة البهائية في تونس على حكم أولي لصالحها من قبل المحكمة الإدارية.